# Конгресс демократического действия
Конгресс демократического действия (англ. Democratic Action Congress; КДД) — бывшая политическая партия в Тринидаде и Тобаго. Была основана в 1971 году.

## История
Партия была основана в 1971 году Артуром Робинсоном и первоначально была партией автономистов Тобаго. Впервые Конгресс демократического действия участвовал в выборах в 1976 году, на которых получил оба места в Тобаго, которые заняли Артур Робинсон и Уинстон Мюррей. Партия продолжала доминировать в палате собрания Тобаго и сохранила оба места на следующих выборах 1981 года.
В 1986 году партия объединилась с двумя другими оппозиционными партиями в Национальный альянс за реконструкцию. Однако после того, как Альянс потерял контроль над Палатой собрания Тобаго в 2001 году, в 2004 году была предпринята попытка свергнуть Хохоя Чарльза как лидера Альянса в Тобаго. В результате Чарльз вышел из Национального альянса за реконструкцию и вновь сформировал Конгресс демократического действия. На выборах 2005 года в палату собрания Тобаго партия практически выбила Альянс из Тобаго (который получил лишь 113 голосов), но, тем не менее, КДД получил лишь одно место палаты.
На общенациональных всеобщих выборах 2007 года партии не удалось получить места, несмотря на создание альянса Объединённый фронт Тобаго. Из этой коалиции возникла новая партия — Народная организация Тобаго. Хотя большинство членов КДД поддержало объединение, Хохой Чарльз отказался от слияния, заявив, что КДД все ещё существует как отдельная организация. Однако он не выдвинул никаких кандидатов на местные выборы 2009 года.